# Antoine-Alphonse Montfort
Pour les articles homonymes, voir Montfort.
Antoine-Alphonse Montfort, né le 3 avril 1802 à Paris et mort le 28 septembre 1884, dans cette même ville, est un peintre français, surtout connu pour ses paysages orientalistes et ses scènes de genre.

## Biographie
Il est né à Paris, le 3 avril 1802. En 1816, il devient élève d'Horace Vernet. Après 1820, il est employé dans l'atelier d'Antoine-Jean Gros. Il a également reçu les conseils du peintre Théodore Géricault. 

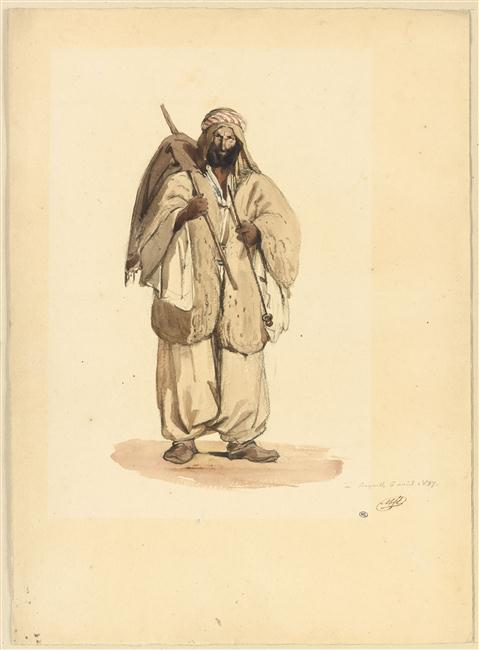
Croquis d'un bédouin

De 1827 à 1828, sous les auspices de Vernet, il devient peintre du navire sur la frégate La Victorieuse et navigue à travers la Méditerranée, visitant la Corse, Malte, les îles grecques, Istanbul, la côte syrienne et égyptienne.    
Plus tard, de 1837 à 1838, il a participé à une expédition, ce qui lui a permis de visiter la Syrie, le Liban et la Palestine, régions où il partage les coutumes locales y compris l'habillement. Il voyage en caravane, vit dans une tente et étudie la langue arabe. Il a également tenu un journal de voyage détaillé qui fait maintenant partie de la collection de la Bibliothèque nationale de France. Les croquis qu'il a réalisés ont fourni une source de création pour ses peintures après son retour. 
Sa première exposition au Salon de peinture et de sculpture se déroule en 1835 et il continuera à y exposer régulièrement jusqu'en 1881. Il expose une toile Pirates de l'Archipel de la Grèce au Salon de Bruxelles de 1839. Durant de nombreuses années, il fut enseignant à l'École nationale supérieure des Beaux-Arts.

## Élèves
- Léon Le Goaesbe de Bellée

## Postérité
Le musée du Louvre possède 917 de ses dessins originaux, remis par l'un de ses neveux. Tous ses croquis et peintures sont caractérisés par des détails ethnographiques précis et dépourvus de toute représentation romantique ou idéalisée.

## Œuvres

Quelques œuvres d'Antoine-Alphonse Montfort
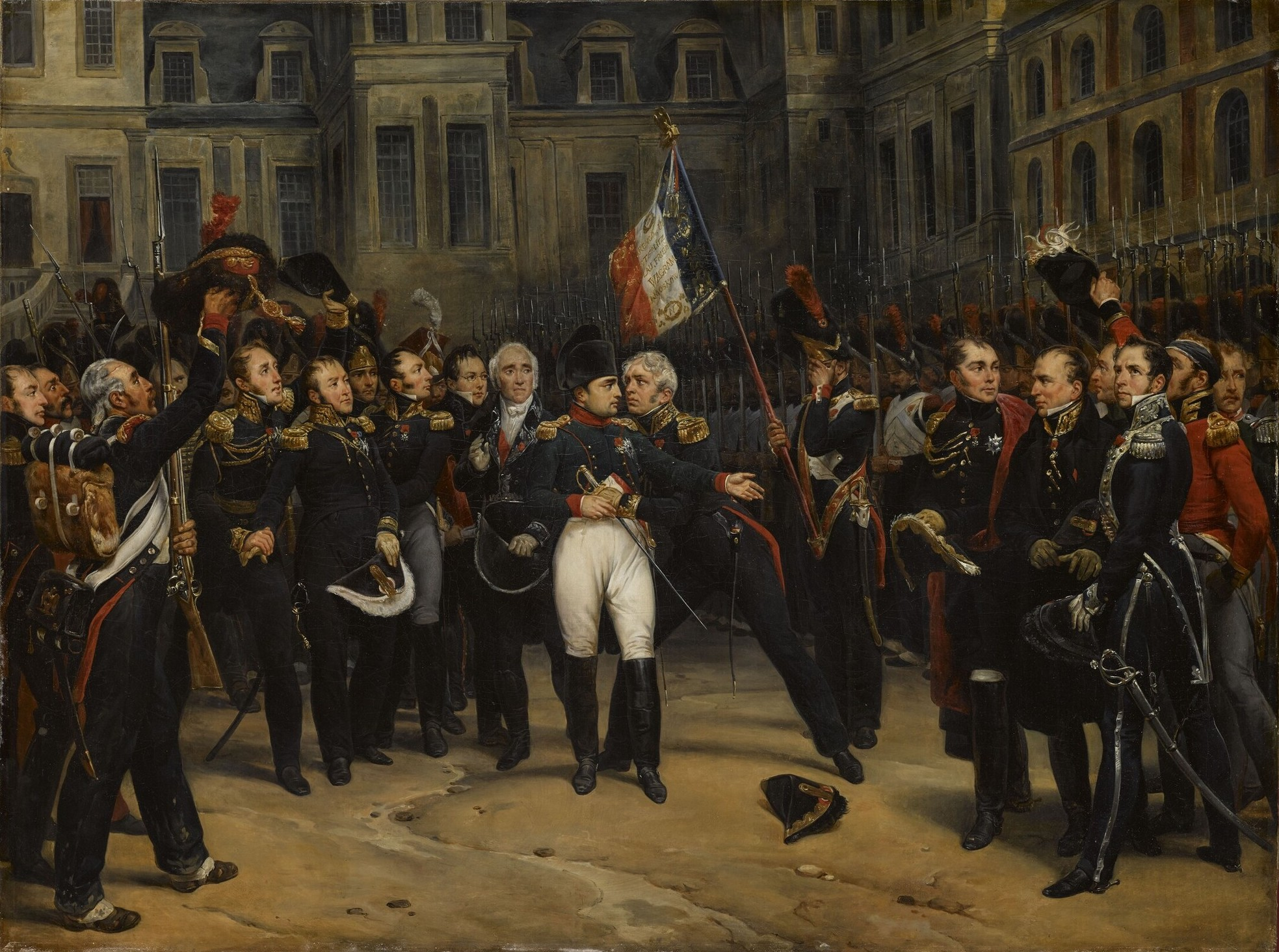
Adieux de Napoléon à la Garde impériale
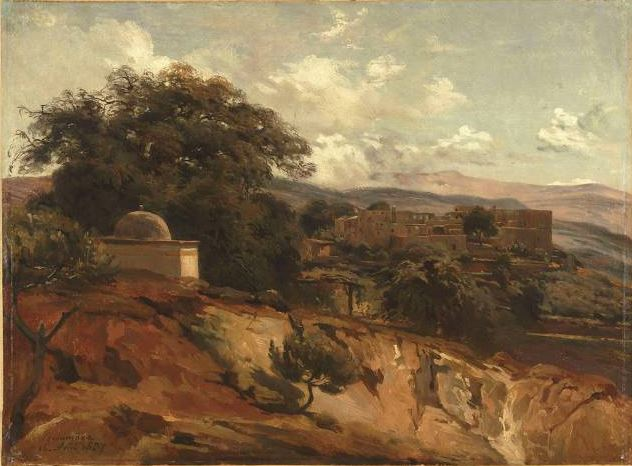
Vue de Brummana
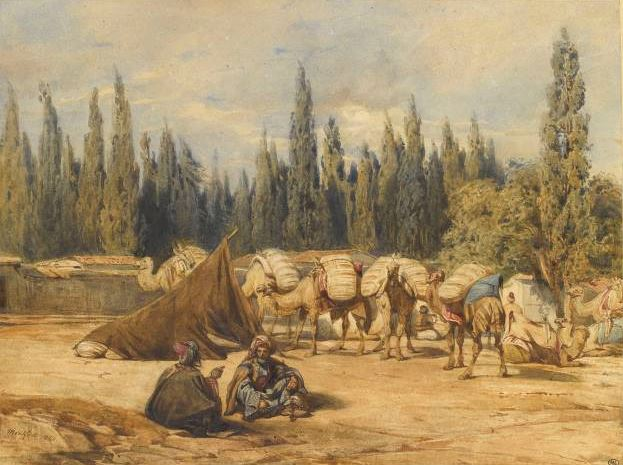
Caravane au repos
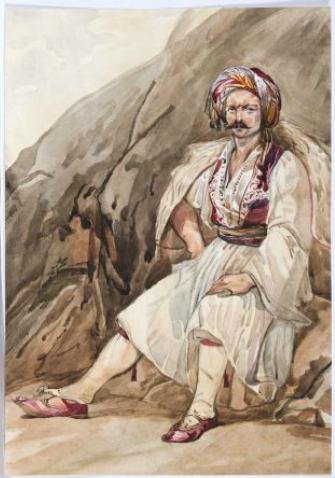
Soldat grec
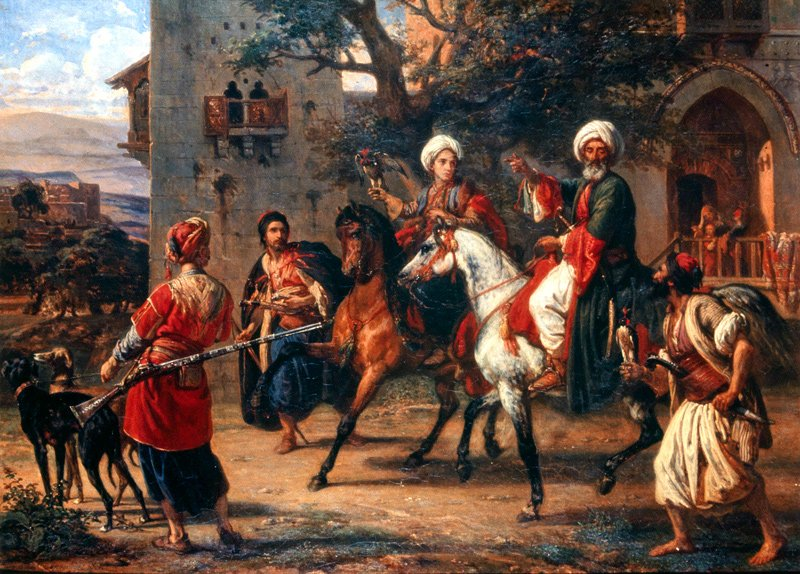
Départ pour la chasse au faucon